# Mio Shinozaki
Pour les articles homonymes, voir Shinozaki.
Mio Shinozaki (篠崎 澪, Shinozaki Mio), née le 12 septembre 1991 à Kawasaki, est une joueuse japonaise de basket-ball.

## Biographie
Elle remporte le Championnat d'Asie féminin de basket-ball 2015 (en) et termine troisième des Jeux asiatiques de 2018 avec l'équipe du Japon féminine de basket-ball.
Avec l'équipe japonaise de basket-ball à trois, elle termine troisième de la Coupe d'Asie de basket-ball à trois 2019 (en) et dispute les Jeux olympiques de Tokyo.